# Hector Llatser
Hector Llatser (né le 10 novembre 1957 à Toulouse) est un athlète français, spécialiste du 400 mètres licencié au Toulouse CMS et à l'ASPTT Bordeaux.

## Biographie
Étudiant, notamment au Lycée Technique de Toulouse en 1977,Hector Llaster est champion de France :
- ASSU Cadet 1974 sur 400 mètres en 49 s 2 (RF).
- ASSU Junior 1975 sur 400 mètres en 47 s 7 (RF).
- FFA  Junior 1975 sur 400 mètres en 47 s 12.
- ASSU Junior 1976 sur 200 mètres en 21 s 53.
- ASSU Seniors 1977 sur 400 mètres en 47 s 43 (RF)[1]

Il participe à l'épreuve du 400 mètres lors des Jeux olympiques de 1976 et 1984 mais ne franchit pas le cap des séries. Il se classe sixième du relais 4 × 400 m lors des Championnats d'Europe 1978.
Il remporte le titre du 400 m lors des championnats de France en salle 1977 à Orléans en 48 s 34 et parvient en finale de cette discipline, soit à la quatrième place, dans le temps de 47 s 57 aux championnats d'Europe en salle disputés à Saint-Sébastien en Espagne

## Palmarès
- 30 sélections en équipe de France A, de 1976 à 1984
- 7 sélections en équipe de France Jeune

### International
| Date | Compétition           | Lieu       | Résultat | Épreuve          | Performance   |
| ---- | --------------------- | ---------- | -------- | ---------------- | ------------- |
| 1978 | Championnats d'Europe | Prague     | 6e       | Relais 4 × 400 m | 3 min 05 s 6  |
| 1983 | Jeux méditerranéens   | Casablanca | 2e       | 400 m            | 45 s 79       |
| 1983 | Jeux méditerranéens   | Casablanca | 1er      | Relais 4 x 400 m | 3 min 04 s 38 |

### National
Championnats de France Élite :
- - Champion de France en salle du 400 m à Orléans en 1977.

### Records
| Épreuve | Performance | Lieu        | Date |
| ------- | ----------- | ----------- | ---- |
| 100 m   | 10 s 4      | Toulouse    | 1977 |
| 200 m   | 21 s 16     | La Rochelle | 1982 |
| 400 m   | 45 s 79     | Casablanca  | 1983 |